# La Mer
La Mer (рус. «Море») — один из самых известных образцов французского шансона, «визитная карточка» певца Шарля Трене.
Слова песни, восхваляющие идиллический отдых у моря, были написаны Трене в 1943 году в поезде на пути из Парижа в Нарбонну, согласно легенде — буквально за 10 минут на рулоне туалетной бумаги. После того, как Лео Шольяк сочинил музыку, Трене в 1946 году записал песню, которая стала неувядающим шлягером.
Известно исполнение инструментальной версии французскими джазменами — гитаристом Джанго Рейнхардтом и скрипачом Стефаном Граппели. Гитарный дуэт Los Indios Tabajaras, сформированный в Южной Америке, сделал запись песни, дав ей оригинальное французское название «Эль-Мар». Запись вошла в студийный альбом артистов — 20 Greatest Hits. Песню также исполняли Клифф Ричард и Далида, в итальянской версии — Серджо Каммарьере, в английской — Бобби Дарин. Про английскую версию песни подробнее см. Beyond the Sea.
Русскоязычный вариант «Волна» (авторы слов С. Болотин и Т. Сикорская) исполнял в 1950-е годы Леонид Утёсов. Запись песни вошла в сборник «Ах, Одесса моя».
Песня La Mer звучит во многих фильмах, включая такие знаменитые, как «Французский поцелуй», «Мечтатели», «Мистер Бин на отдыхе», «Мистер Бин». В мультфильме «В поисках Немо» её исполнил Робби Уильямс, в концовке фильма «Шпион, выйди вон!» — Хулио Иглесиас. Также песня звучит в последнем эпизоде сериала «Белый воротничок» и в одной из серий мультсериала «The Simpsons». Песня используется и в серии «Чёрного зеркала» «За морем»; её англоязычная версия дала название серии.